# Obywatelski Ruch Ekologiczny
Obywatelski Ruch Ekologiczny (ORE) – radykalna organizacja ekologiczna powstała ok. 1996 r. w Łodzi, zarejestrowana w 1998 r. jako stowarzyszenie z osobowością prawną (nr KRS 0000051004).
Organizacja ta prowadziła działania proekologiczne, m.in.:
- organizowała protesty w sprawie wycinania drzew, rozbudowy dróg dla samochodów, budowy hipermarketów i innych inwestycji zagrażających równowadze ekologicznej i społecznej Łodzi
- prowadziła działania na rzecz wspierania lokalnego handlu, rozwoju transportu publicznego i rozwijania sieci dróg rowerowych oraz parkingów rowerowych w Łodzi
- organizowała sama, a następnie współorganizowała rowerową łódzką Masę Krytyczną
- prowadziła proekologiczne akcje propagandowe (przy pomocy ulotek, artykułów w mediach, organizowania wykładów i odczytów), m.in. Tiry na tory!, Europejski dzień bez samochodu, „Miasto bez spalin i hałasu”, „Kampania antyautostradowa” itp.
- współzałożyła czasopismo „Obywatel”, prowadzone przez stowarzyszenie „Obywatele Obywatelom”.

Organizacja była zrzeszona w sieci Miasta dla rowerów, zakończyła działanie w 2013.